# Memoriał Janusza Kusocińskiego 2020
66. Memoriał Janusza Kusocińskiego – międzynarodowy mityng lekkoatletyczny, który odbył się 25 sierpnia 2020 na Stadionie Śląskim w Chorzowie. Zawody zaliczane były do cyklu World Athletics Silver Continental Tour.

## Rezultaty
Źródło:.
| – najlepszy wynik w sezonie | – najlepszy tegoroczny wynik na listach światowych | – rekord życiowy | – rekord mityngu | – rekord kraju | – rekord kraju juniorów |

### Mężczyźni
| Konkurencja:                    | 1. miejsce         | Rezultat | 2. miejsce         | Rezultat | 3. miejsce         | Rezultat |
| Bieg na 100 metrów              | Sean Safo-Antwi    | 10,23    | Michael Rodgers    | 10,36    | Dominik Kopeć      | 10,36    |
| Bieg na 400 metrów              | Karol Zalewski     | 45,47    | Mateusz Rzeźniczak | 46,62    | David Kendziera    | 46,67    |
| Bieg na 800 metrów              | Ferguson Cheruiyot | 1:45,34  | Wesley Vázquez     | 1:45,54  | Marcin Lewandowski | 1:45,79  |
| Bieg na 110 metrów przez płotki | Orlando Ortega     | 13,25    | Aaron Mallett      | 13,43    | Freddie Crittenden | 13,44    |
| Pchnięcie kulą                  | Michał Haratyk     | 21,88    | Filip Mihaljević   | 21,59    | David Storl        | 20,57    |
| Rzut młotem                     | Wojciech Nowicki   | 80,09    | Bence Halász       | 78,18    | Paweł Fajdek       | 78,05    |
| Rzut oszczepem                  | Johannes Vetter    | 90,86    | Vítězslav Veselý   | 82,94    | Marcin Krukowski   | 82,17    |
| Skok o tyczce                   | Sam Kendricks      | 5,82     | Menno Vloon        | 5,72     | Raphael Holzdeppe  | 5,62     |
| Skok wzwyż                      | Norbert Kobielski  | 2,22     | Jakub Hołub        | 2,11     | Adrian Kordoński   | 2,11     |

### Kobiety
| Konkurencja:                    | 1. miejsce            | Rezultat | 2. miejsce             | Rezultat | 3. miejsce               | Rezultat |
| Bieg na 100 metrów              | Imani-Lara Lansiquot  | 11,19    | Ewa Swoboda            | 11,30    | Tatjana Pinto            | 11,38    |
| Bieg na 400 metrów              | Wadeline Jonathas     | 51,23    | Justyna Święty-Ersetic | 51,64    | Małgorzata Hołub-Kowalik | 52,15    |
| Bieg na 800 metrów              | Jemma Reekie          | 1:58,63  | Sofia Ennaoui          | 2:00,12  | Christina Hering         | 2:00,47  |
| Bieg na 100 metrów przez płotki | Cyréna Samba-Mayela   | 12,87    | Karolina Kołeczek      | 12,99    | Elwira Hierman           | 13,02    |
| Bieg na 400 metrów przez płotki | Jessie Knight         | 55,44    | Paulien Couckuyt       | 56,60    | Joanna Linkiewicz        | 56,61    |
| Rzut młotem                     | Malwina Kopron        | 73,43    | Katarzyna Furmanek     | 71,37    | Joanna Fiodorow          | 67,81    |
| Skok wzwyż                      | Kamila Lićwinko       | 1,85     | Wiktoria Miąso         | 1,75     | Paulina Borys            | 1,75 =   |
| Skok w dal                      | Maryna Bech-Romańczuk | 6,78     | Alina Rotaru           | 6,47     | Petra Farkas             | 6,42     |